# Cantó de Creully
El cantó de Creully és un cantó francès del departament de Calvados, situat al districte de Caen. Té 25 municipis i el cap es Creully.

## Municipis
- Amblie
- Anguerny
- Anisy
- Basly
- Bény-sur-Mer
- Cairon
- Cambes-en-Plaine
- Colomby-sur-Thaon
- Coulombs
- Courseulles-sur-Mer
- Creully
- Cully
- Fontaine-Henry
- Le Fresne-Camilly
- Lantheuil
- Lasson
- Martragny
- Reviers
- Rosel
- Rucqueville
- Saint-Gabriel-Brécy
- Secqueville-en-Bessin
- Thaon
- Vaux-sur-Seulles
- Villons-les-Buissons

## Història
| Data d'elecció                           | Identitat              | Partit                                  | Qualitat |
| ---------------------------------------- | ---------------------- | --------------------------------------- | -------- |
| 1949-19..                                | Edmond Paillaud        | RS                                      |          |
| 19..-1967                                | M. Fortier             | Divers droite                           |          |
| 1967-1973                                | Jean-Pierre Baudard    | Divers gauche                           |          |
| 1973-1992                                | Jean-Louis de Mourgues | RI, després RPR                         |          |
| 1992-2004                                | Michel Leparquier      | Divers droite, després RPR, després UMP |          |
| 2004-                                    | Jean-Pierre Lavisse    | PS                                      |          |
| les dades anteriors no són pas conegudes |                        |                                         |          |
|                                          |                        |                                         |          |

## Demografia
| A partir de 1990: Població sense dobles comptes |